# Dariusz Łukasiewicz
Dariusz Łukasiewicz (ur. 7 października 1961 we Wschowie) – historyk, dr hab. nauk humanistycznych o specjalności historia XIX w., stosunki polsko-niemieckie, profesor nadzwyczajny Instytutu Historii PAN.

## Życiorys
Doktorat obronił w roku 1994 na Uniwersytecie im Adama Mickiewicza w Poznaniu. Na podstawie jego pracy doktorskiej w Wydawnictwie Poznańskiego Towarzystwa Przyjaciół Nauk ukazała się książka „Czarna legenda Polski. Obraz Polski i Polaków w Prusach (1772–1815)”. Recenzentami doktoratu i książki doktorskiej byli Jerzy Topolski z (UAM), Witold Molik (UAM) i Stefan Cackowski (Uniwersytet Mikołaja Kopernika w Toruniu). Habilitował się w 2005 roku na podstawie dorobku oraz pracy „Szkolnictwo w Prusach Południowych (1793–1806) w okresie reform oświeceniowych” w Instytucie Historii im. Tadeusza Manteuffla Polskiej Akademii Nauk. Praca habilitacyjna ukazała się wcześniej, w 2004 roku, w Wydawnictwie Poznańskiego Towarzystwa Przyjaciół Nauk. Książka otrzymała pozytywną recenzję historyka francuskiego Daniela Beauvois w renomowanym francuskim czasopiśmie „Annales. Histoire, Sciences Sociale”.

## Kariera naukowa
Drogę zawodową Łukasiewicz zaczynał w Instytucie Zachodnim w Poznaniu, po czym wkrótce rozpoczął pracę w poznańskiej placówce Instytutu Historii PAN. Tutaj brał udział w wielkich, wielotomowych projektach „Historii Pomorza” i „Historii Prus”, powstających pod patronatem Bogdana Wachowiaka i Gerarda Labudy. W opracowaniach tych zajmował się sprawami życia codziennego, problematyką cywilizacyjną i kulturą. Gerard Labuda (Polska granica zachodnia. Tysiąc lat dziejów politycznych, Poznań 1974) w niełatwych powojennych warunkach współtworzył cały specyficzny historyczny idiom i historiografię tematyki Polski zachodniej i północnej. 1/3 ziem, należących obecnie do Polski, przed 1939 rokiem wchodziła w skład Niemiec. Wiedzę o tym obszarze przyswoić trzeba było po wojnie polskim obywatelom. Wizja Labudy relacji polsko-niemieckich miała charakter modernizacyjny. Jako punkt zwrotny dziejów granicy zachodniej widział ten historyk wydarzenia połowy wieku XVII, kiedy Rzeczpospolita staczała się w odmęty chaosu, nierządu magnaterii, liberum veto, warcholstwa i anarchii oraz zdrady i kupczenia Polską. W tym samym czasie sąsiednia Brandenburgia wkroczyła na drogę intensywnej modernizacji instytucjonalnej, ustrojowej, militarnej, podatkowej, ale też społecznej, która trwała potem przez cały wiek XVIII, co zakończyło się zagładą Rzeczypospolitej. Trochę to myślenie było bliskie interpretacjom Michała Bobrzyńskiego. Oczywiście Polska upadła nie wtedy kiedy była słaba, ale kiedy próbowała z upadku się podnieść, w okresie wielkich reform Sejmu Wielkiego i rządów ostatniego króla Polski Stanisława Augusta Poniatowskiego. Łukasiewicz w swoich pracach rozwija ten kierunek badań w zakresie dziejów szkolnictwa, zdrowotności, fiskalizmu, mieszkalnictwa, reform społecznych i reform prawa i in. Historyk już podczas studiów w pracy magisterskiej zajmował się biografią Adama Skałkowskiego. Był to poznański historyk przedwojenny, który przejął pesymizm Bobrzyńskiego w rozumieniu dziejów Polski, a był po trosze mentorem ówczesnego studenta, Gerarda Labudy. Skałkowski pisał w 1917 r.: „Historia ma uczyć i wyjaśniać, a nie uświetniać obchody rocznicowe”.
Łukasiewicza interesowała działalność publicystyczna i popularyzatorska, gdzie można było ze swoimi pracami dotrzeć do większej ilości czytelników. Stąd jego publikacje w prasie codziennej, tygodnikach i periodykach kulturalnych i społeczno-politycznych, jak między innymi „Polityka”, „Przegląd”, „Le Monde Diplomatique”, „Bez Dogmatu”, „Zabytki Heritage”. W wydawnictwie „Uraeus” opublikował też zbiór lekkich historycznych felietonów „Niemieckie psy i polskie świnie oraz inne eseje z historii kultury” (Gdynia 1997).
Podsumowaniem badań historyka z obszaru dziejów polsko-pruskiego pogranicza była książka „Sarmatyzm i Prusy na przełomie XVIII i XIX w.”, opublikowana w Wydawnictwie Instytutu Historii PAN (Warszawa 2015). Germanista i historyk – Hubert Orłowski oceniał tę książkę w renomowanym czasopiśmie „Borussia” (59, 2017), jako „mocne wejście” autora do polskich debat „dyskursem modernizacji pruskiej, dla naszych uszu jakże zgrzytliwie brzmiącym”. „Nie będzie zatem nadużyciem stwierdzenie, iż inności tej monografii o Prusach dopatrywać przede wszystkim należy w modernizacyjnym sformatowaniu pruskiej drogi odrębnej (…) Poznański historyk odważył się zrekonstruować, wydobyć, oraz korzystnie zweryfikować modernizacyjne miejsce Prus na mapie nie tylko niemieckich (czy niemieckojęzycznych) krain oraz podzielił się refleksją nad konsekwencjami tych procesów dla rozwoju Niemiec. Takie spojrzenie może się spotkać nie tyle z niezrozumieniem polskich badaczy w zakresie historii, co z ich gwałtownym sprzeciwem, zwłaszcza że i sarmatyzmu autor nie darzy sympatią (…) Wagę monografii Dariusza Łukasiewicza dostrzegam nie tylko w dydaktycznym przetrząsaniu zastałych osądów Prus oraz w wątpieniu w ustalenia (wydawałoby się) apriorycznie nienaruszalne, ale również w mnogości materiałowo-dyskursywnych pomniejszych narracji w siedmiu kolejnych rozdziałach”.
Łukasiewicz jest też autorem obszernych tomów studiów, poświęconych życiu codziennemu na obszarze Niemiec i Polski, które pomieszczone zostały w kolejnych voluminach opublikowanych przez naukowe wydawnictwo „Silva Rerum”: nowe interpretacje dają jego teksty na temat problemów mieszkalnictwa, zdrowotności, a przede wszystkim dziejów chłopów i dziejów agrarnych, gdzie autor bez apologetyzowania szlachty przypomniał zaniedbaną tematykę napięć i zgrzytów między dworem i gromadą. W czasopiśmie historycznym „Studia Zachodnie” (nr 20, 2018) opublikował artykuł „Czy chłopom w Prusach żyło się dobrze? (XVIII w.)”, wskazujący na fakt, że Prusy i Rzeczpospolita podobnie należały do jednego obszaru gospodarki folwarczno-pańszczyźnianej, w której sytuacja większości włościan była marna, przy czym w Prusach w wieku XVIII władcy absolutni prowadzili dynamiczne reformy dla poprawy sytuacji gospodarczej kraju. Opublikował książki „Zło niechrześcijańskie i nieludzkie. Historia dzieciobójstwa i inne szkice z dziejów codzienności” (Poznań 2014, ss.310), „Dobre i złe adresy. Szkice z dziejów mieszkania i jego otoczenia w XVII – XXI wieku” (Poznań 2017), „Balwierze cyrulicy i wyrwizęby. Z dziejów choroby i zdrowia” (Poznań 2019). Zajął się tam zaniedbaną, a bardzo ważną tematyką dziejów mieszkalnictwa, zdrowotności, kobiet i rodziny oraz regulacji poczęć i urodzeń. W nawiązaniu do zainteresowań historią mieszkalnictwa powstały pomniejsze studia Łukasiewicza, jak np. „Mieszkalnictwo w PRL-u. Od braku mieszkań socjalnych do braku pieniędzy na mieszkania komercyjne” (w: Polska rzeczywiście ludowa. Od Gierka do Jaruzelskiego, p. red. Pawła Dybicza, Warszawa 2019). W 2013 roku w prasie codziennej zwracał uwagę, że zaniedbania po 1989 roku w zakresie mieszkalnictwa czynszowego, na wynajem, komunalnego i spółdzielczego stanowią jedną z głównych bolączek dzisiejszej Polski. Podobnie w sferze medialnej i publicznej błędnie lekceważy się i historyczne i współczesne znaczenie sektora publicznego, a więc państwowego i komunalnego w zakresie zdrowotności, szkolnictwa, emerytur. Łukasiewicz zauważył, że historycznym poprzednikiem instytucji państwa w sferze socjalnej, szkolnej, zdrowotnej był Kościół, a nie własność prywatna, która jest po 1989 roku w kraju biednym, jakim jest Polska, bardzo przeszacowana.
Liczne artykuły publikował w najbardziej renomowanych czasopismach naukowych: „Kwartalnik Historyczny”, „Przegląd Historyczny”, „Roczniki Dziejów Społeczno-Gospodarczych”, „Przegląd Zachodni”, „Przegląd Zachodniopomorski”, „Studia Zachodnie”, „Colloquia”. Jest autorem 109 publikacji naukowych oraz 346 publicystycznych (2020). W zakresie dydaktyki współpracował z Wyższą Szkołą Nauk Humanistycznych i Dziennikarstwa w Poznaniu oraz z Wyższą Szkołą Marynarki Wojennej w Gdyni.
Dariusz Łukasiewicz pracuje nad biografią naukową historyka poznańskiego profesora Adama Mieczysława Skałkowskiego (1877–1951). W druku znajduje się jego książka o życiu codziennym w Prusach w latach 1701–1947.  W 2021 roku ukazała się książka "Życie codzienne w Królestwie Prus 1701-1933" (Wydawnictwo IH PAN, Warszawa), która stanowi podsumowanie badań autora nad pruską codziennością.